# Theuma funerea
Theuma funerea là một loài nhện trong họ Gnaphosidae.
Loài này thuộc chi Theuma. Theuma funerea được George Newbold Lawrence miêu tả năm 1928.